# James Knox Polk
James Knox Polk (2. studenog 1795. – 15. lipnja 1849.) bio je jedanaesti predsjednik Sjedinjenih Američkih Država (1845. – 1849.). Rođen je u okrugu Mecklenburg, država Sjeverna Karolina. Kasnije je živio u državi Tennessee koju je i predstavljao tijekom svog političkog života. Kao demokrat, Polk je bio sedamnaesti predsjednik Zastupničkog doma SAD-a (1835. – 1839.) i guverner države Tennesee (1839. – 1841.). Na predsjedničkim izborima održanima 1844. godine, Polk je bio iznenađujući kandidat i pobjednik nad Henryjem Clayem iz opozicijske stranke Whig; tijekom izbora obećao je pripojiti državu Teksas SAD-u. U razdoblju koje povjesničari nazivaju Drugi politički stranački sustav u SAD-u (od 1828. do 1854. godine) James Polk bio je Jeffersonov demokrat.
Polk je bio posljednji jaki američki predsjednik u razdoblju prije njihovog Građanskog rata. On je također i prvi predsjednik koji je uživo fotografiran dok je radio u uredu. Uglavnom je poznat po svojoj uspješnoj vanjskoj politici. Zaprijetio je ratom protiv Velike Britanije zbog njihovog neslaganja oko toga tko ima pravo na zemlju Oregon, a potom je ustuknuo te podijelio vlasništvo nad spomenutom regijom s Britanijom. Kada država Meksiko nije priznala američko pripojenje Teksasa, Polk je poveo naciju u uvjerljivu pobjedu tijekom Američko-meksičkog rata nakon kojeg su SAD dobile većinu današnjeg jugozapada. Također je osigurao provođenje Walkerove carine 1846. godine s niskim stopama na čemu su mu posebno bili zahvalni njegovi sunarodnjaci s Juga, a osnovao je i sustav riznice koja je trajala sve do 1913. godine.
Polk je nadgledao otvaranje vojne akademije u Annapolisu, izgradnju grupe muzeja i istraživačkih centara u SAD-u poznatih pod nazivom Smithsonian Institution, početak gradnje Washingtonovog spomenika kao i izdavanje prvih poštanskih marki u SAD-u. Obećao je ostati predsjednikom samo jedan mandat i u konačnici nije niti izlazio na re-izbore. Umro je od kolere tri mjeseca nakon završetka mandata.
Povjesničari i znanstvenici Jamesa Knoxa Polka uvijek su stavljali na visoko mjesto najvećih američkih predsjednika zbog njegove sposobnosti ostvarivanja zadanih ciljeva. Polka se ponekad naziva "najmanje poznatim" predsjednikom SAD-a.

## Rani život
James Knox Polk, prvi od desetero djece, rođen je 2. studenog 1795. godine u kući na farmi u mjestu koje se danas zove Pineville (država Sjeverna Karolina) u okrugu Mecklenburg, malo izvan Charlottea. Njegov otac, Samuel Polk, bio je robovlasnik, uspješni farmer i nadzornik škotsko-irskog podrijetla. Njegova majka, Jane Polk (rođena Knox) bila je potomak brata škotskog religijskog reformera Johna Knoxa. Svojem prvom djetetu dala je ime prema svom ocu Jamesu Knoxu. Poput svih ranijih škotsko-irskih doseljenika u planine Sjeverne Karoline, obitelji Knox i Polk bile su prezbiterijanci. I dok je Jane čitav svoj život ostala odana Prezbiterijanka, Samuel (čiji je otac, Ezekiel Polk, bio deist) odbio je dogmatsko prezbiterijanstvo. Kada su roditelji odveli malog Jamesa u crkvu radi krštenja, otac Samuel odbio je izjaviti da je katolik pa je svećenik odbio krstiti dijete. Godine 1803. većina Polkovih rođaka preselila se u područje rijeke Duck (područje koje je danas poznato kao okrug Maury, središnji Tennessee); obitelj Polk tamo se preselila tri godine kasnije. Obitelj je bila bogata, a Samuel Polk postao je okružni sudac.
Polk je učio kod kuće. Njegovo zdravlje bilo je problematično, a 1812. godine bol je postala toliko nepodnošljiva da je odveden do doktora Ephraima McDowella u Danville (država Kentucky) koji mu je operirao mokraćne kamence. Tijekom cijelog trajanja operacije Polk je bio budan (piće Brandy u to je vrijeme služilo kao anestetik), ali je operacija završila uspješno. Ipak, vjeruje se da je Polk nakon operacije postao sterilan, jer nikad nije imao djece.
Nakon oporavka njegov mu je otac ponudio da ga uvede u trgovački posao, ali je Polk to odbio. U srpnju 1813. godine Polk je krenuo u prezbiterijansku crkvu Zion koja se nalazila u blizini njegove kuće. Godinu dana kasnije pohađao je akademiju u Murfreesborou gdje je najvjerojatnije upoznao svoju buduću suprugu Sarah Childress. U Murfreesborou Polk se dokazao kao vrlo obećavajućim studentom. U siječnju 1816. godine primljen je u sveučilište u Sjevernoj Karolini tijekom drugog semestra na prvoj godini. Obitelj Polk imala je veze na tom sveučilištu koje je tada imalo tek 80-ak studenata; Samuel Polk bio je njihov tadašnji agent za državu Tennessee, a njegov rođak William Polk njihov povjerenik. Tijekom studiranja, Polk se priključio tzv. društvu za debate (Dialectic Society) gdje je redovito sudjelovao u debatama i naučio govorništvo. Njegov cimer bio je William Dunn Moseley, a kasnije je postao prvi guverner države Florida. Polk je studij završio s najvišim počastima u svibnju 1818. godine. Sveučilište će kasnije jedan svoj manji četverokut nazvati Polk Place.
Nakon završenog studija, Polk je otišao u Nashville kako bi učio pravo pod vodstvom odvjetnika Felixa Grundyja. Grundy je postao Polkov prvi mentor. Dana 20. rujna 1819. godine Polk je, uz Grundyjevo odobrenje, izabran kao službenik u senatu države Tennessee. Dvije godine kasnije ponovno je izabran za isto mjesto bez konkurencije na kojem će ostati sve do 1822. godine. Polk je u odvjetničku komoru primljen u lipnju 1820. godine, a njegov prvi slučaj bio je obrana vlastitog oca u slučaju javne tučnjave; uspješno ga je obranio uz odštetu od jednog dolara. Polkov odvjetnički rad bio je uspješan, a mnogo posla dobivao je zbog razdoblja prve američke financijske krize iz 1819. godine.

## Rana politička karijera
Godine 1822. Polk se pridružio lokalnoj vojsci i došao do ranga kapetana te je uskoro pomoviran u pukovnika. Polkovo govorništvo uskoro je postalo popularno te je dobio nadimak "Napoleonom političkih govora". Iste godine podnio je ostavku na mjesto službenika u senatu Tennesseeja kako bi krenuo u uspješnu kampanju za državno zakonodavstvo države Tennessee 1823. godine tijekom koje je pobijedio činovnika Williama Yanceyja i postao novi predstavnik okruga Maury. U listopadu 1823. godine Polk je glasovao za Andrewa Jacksona kako bi ovaj postao sljedeći američki senator iz države Tennessee. Jackson je pobijedio i od tada je Polk čvrsto podupirao Jacksona te su njih dvojica postali veliki prijatelji.
Polk se udvarao Sarah Childress i njih dvoje su se vjenčali 1. siječnja 1824. godine. Polk je tada imao 28 godina, a Sarah 20. Nikada nisu imali djece. Tijekom Polkove političke karijere, Sarah mu je pomagala u pisanju njegovih govora, davala mu političke savjete i igrala aktivnu ulogu u njegovim kampanjama. Jedna od legendi kaže da je Andrew Jackson podupirao i pomogao Polku tijekom njegovog udvaranja Sarah.
Godine 1824. Jackson se prvi puta kandidirao za predsjednika SAD-a, ali je poražen. Premda je dobio većinu javnih glasova niti on niti bilo koji od drugih tadašnjih kandidata (John Quincy Adams, Henry Clay i William H. Crawford) nisu dobili većinu elektorskih glasova. Zastupnički dom tada je morao donijeti presudu; Clay, koji je dobio najmanje elektorskih glasova i ispao s glasačkog listića, podupirao je Adamsa. Njegova potpora u konačnici se pokazala odlučujućom u Zastupničkom domu pa je Adams postao predsjednik. Nakon toga Adams je u svojoj administraciji Clayu ponudio mjesto državnog tajnika.
Godine 1825. Polk se kandidirao za Zastupnički dom SAD-a kao predstavnik države Tennessee. U svom okrugu vodio je energičnu kampanju. Bio je toliko aktivan da se njegova supruga Sarah zabrinula za njegovo zdravlje. Tijekom kampanje Polkovi suparnici pokušali su istaknuti da je s 29 godina života Polk premlad za mjesto u Zastupničkom domu, ali je on svejedno pobijedio i ušao u Kongres. Kada je Polk došao u Washington živio je u kući Benjamina Burcha skupa s ostalim zastupnicima iz države Tennessee, uključujući i Samuela Houstona. Svoj prvi veliki govor Polk je odradio 13. ožujka 1826. godine tijekom kojega je rekao da bi se trebalo napustiti elektorsko glasovanje te da bi se predsjednik trebao izabrati isključivo putem javnog glasovanja. Nakon što je u ljeto 1826. godine nastupila stanka u Kongresu, Polk se vratio u Tennessee kako bi posjetio Sarah, a nakon završetka stanke sa Sarah se vratio živjeti u Washington. Godine 1827. Polk je ponovno izabran u Kongres. Godinu dana kasnije Jackson se ponovno kandidirao za predsjednika SAD-a i tijekom kampanje se redovito dopisivao s Polkom koji ga je savjetovao. Te izbore Jackson je dobio pa je Polk započeo podupirati njegovu administraciju u Kongresu. Tijekom ovog razdoblja Polk je stalno iznova izabiran u Zastupnički dom.

### Predsjednik Zastupničkog doma
U lipnju 1834. godine tadašnji predsjednik Zastupničkog doma SAD-a Andrew Jackson dao je ostavku, ostavivši mjesto praznim. Polk je za mjesto kandidirao skupa s kolegom iz države Tennessee Johnom Bellom i, nakon deset glasovanja, Bell je pobijedio. Međutim, godinu dana kasnije Polk se ponovno kandidirao protiv Bella i ovaj put pobijedio.
Kao predsjednik Zastupničkog doma Polk je podupirao Jacksonovu politiku, ali i politiku Martina Van Burena kad je ovaj postao predsjednik 1837. godine. Razne odbore popunio je uglavnom demokratima koji su sačinjavali većinu, iako je tijekom cijelog trajanja mandata održavao lažnu fasadu da je stranački nepristran. Tijekom njegovog razdoblja kao predsjednika Zastupničkog doma dvije najveće debate vođene su oko pitanja ropstva i gospodarstva, pogotovo nakon financijske krize 1837. godine. Van Buren i Polk bili su suočeni s pritiskom raskidanja izvršne odluke predsjednika Jacksona u vezi plaćanja zemljišta zlatom i srebrom. Međutim, uz potporu Polka i njegovog kabineta, Van Buren odlučio je ostaviti odluku na snazi.
Polk je težio držati Zastupnički dom relativno urednim. Nikada nije izazivao nikoga na duel bez obzira koliko su ga vrijeđali što je tada bio običaj. Također je izdao pravilo zabrane peticija od strane abolicionista.
Do danas Polk je ostao jedinim predsjednikom SAD-a koji je prije toga radio kao predsjednik Zastupničkog doma.

### Guverner države Tennessee
Godine 1838. politička situacija u državi Tennessee u kojoj su 1835. godine demokrati prvi puta u povijesti stranke izgubili vodstvo natjerala je Polka da se vrati i pomogne svojoj stranci kod kuće. Napustivši Kongres 1839. godine, Polk je postao kandidat na guvernerskim izborima u Tennesseeju gdje je pobijedio protukandidata Newtona Cannona iz stranke Whig za dvije i pol tisuće glasova više (od sveukupno 105 tisuća glasova).
Polkove tri velike ideje tijekom guvernerstva (regulacija državnih banaka, implementacija državne unutarnje strukture i poboljšanje obrazovanja) nisu odobrene sa zakonske strane. Tijekom predsjedničkih izbora 1840. godine Van Buren je uvjerljivo poražen od tada vrlo popularnog protukandidata Williama Henryja Harrisona iz stranke Whig. Tijekom tih izbora Polk je dobio tek jedan elektorski glas iz Tennesseeja za potpredsjednika SAD-a. Godinu dana kasnije Polk je izgubio izbore za guvernera Tennesseeja od Jamesa C. Jonesa za 3.243 glasova. Ponovno se kandidirao protiv Jonesa 1843. godine vodeći kampanju kroz čitavu državu i držeći javne govore protiv tadašnjeg guvernera, ali je ponovno poražen, iako je ovaj put dobio nešto više glasova (3.833).

## Predsjednički izbori 1844. godine
U početku se Polk nadao da će biti nominiran za mjesto potpredsjednika na demokratskoj konvenciji koja je započela 27. svibnja 1844. godine. Tadašnji glavni kandidat za predsjedničku nominaciju bio je bivši predsjednik Martin Van Buren koji je želio zaustaviti širenje ropstva. Ostali kandidati uključivali su Jamesa Buchanana, generala Lewisa Cassa, Cavea Johnsona, Johna C. Calhouna i Levija Woodburyja. Glavno političko pitanje u to vrijeme odnosilo se na Republiku Teksas koja se nakon proglašenja nezavisnosti od Meksika 1836. godine željela pridružiti SAD-u, ali koju je Washington odbio. Van Buren protivio se pripojenju i zbog toga je izgubio potporu mnogih demokrata, uključujući i onu bivšeg predsjednika Andrewa Jacksona koji je još uvijek imao velikog utjecaja. Van Buren osvojio je većinu glasova na prvoj demokratskoj konvenciji, ali nije uspio osigurati dvotrećinsku većinu koja je bila potrebna za predsjedničku nominaciju. Nakon šestog glasovanja postalo je jasno da Van Buren neće osvojiti potrebnu većinu pa je Polk postao glavni kandidat na sveopće iznenađenje. Nakon neodlučenog osmog glasovanja, Polk je jednoglasno izabran za kandidata.
Prije konvencije Jackson je rekao Polku da je on njegov kandidat za predsjedničkog kandidata Demokratske strane. Čak i uz njegovu potporu, Polk je naredio svojim menadžerima na konvenciji da podupiru Van Burena u slučaju da ovaj osvoji nominaciju. Ovim potezom Polk je osigurao da u slučaju neriješenog rezultata konvencije oni koji su podupirali Van Burena izaberu njega (Polka) kao zamjenskog kandidata za demokrate. U konačnici točno to se i dogodilo, jer je Polk bio za širenje SAD-a na zapadno područje kontinenta.
Na upit o njegovoj nominaciji Polk je odgovorio: "Već je ustanovljeno da posao predsjednika SAD-a ne treba biti tražen niti odbijen. Ja ga nikad nisam tražio niti se nalazim u poziciji da ga odbijem, ako mi ga ponude moji dragi sugrađani." Budući da je kompletna Demokratska stranka na ovim izborima zapravo bila "razbijena" u male grupice, Polk je svečano obećao da će odraditi samo jedan predsjednički mandat u slučaju da bude izabran nadajući se da će se njegovi razočarani rivali u stranci ujediniti zbog znanja da će ga za četiri godine naslijediti neki drugi demokrat.
Polkov protukandidat na predsjedničkim izborima 1844. godine bio je Henry Clay iz stranke Whig iz države Kentucky (predsjednik John Tyler - bivši demokrat i tadašnji član stranke Whig te predsjednik SAD-a - nije se slagao sa svojim stranačkim kolegama pa ga ovi nisu nominirali na svojoj konvenciji za drugi mandat). Pripojenje države Teksas o kojem se najviše razglabalo tijekom demokratske konvencije ponovno je dominiralo predsjedničkim kampanjama. Polk je snažno bio za pripojenje, dok je Clay bio dvosmislen i neodlučan.
Još jedno pitanje koje se pojavilo tijekom kampanje također se odnosilo na proširenje na zapadni dio kontinenta, a ticalo se države Oregon koja se tada nalazila pod zajedničkom okupacijom SAD-a i Velike Briatnije. Demokrati su zastupali mišljenje da se imaju pravo proširiti na zapadni dio kontinenta te su u početku povezivali pripojenje Teksasa s pravom i na kompletnu državu Oregon na taj način privlačeći sjeverne i južne ekspanzioniste. Polkova konstantna podrška zapadnjačkom proširenju SAD-a - koju će demokrati kasnije prozvati nedvojbenom sudbinom (eng. Manifest Destiny) - vjerojatno je igrala veliku ulogu u njegovoj pobjedi budući je protukandidat Henry Clay bio protiv toga.
Na samim izborima Polk i njegov kolega George M. Dallas pobijedili su na jugu i zapadu dok je Clay pobijedio na sjeveroistoku. Polk je izgubio u svojoj rodnoj državi Sjevernoj Karolini te u državi u kojoj je živio (Tennessee) te tako do danas ostao posljednji predsjednik SAD-a koji je izgubio svoje "domaće" države, a svejedno pobijedio na izborima. Pobijedio je u New Yorku gdje je Clay izgubio od Jamesa G. Birneyja koji se oštro protivio ropstvu. Polku su također na izborima pomogli i glasovi glasača imigranata koji su se protivili politici stranke Whig. Polk je pobijedio za 39 tisuća javnih glasova više (od sveukupno njih 2,6 milijuna) te osvojio elektorsko glasovanje s rezultatom 170:105. Polk je pobijedio u 15 država, a Clay u njih 11.

## Predsjedništvo (1845. – 1849.)
Kada je prisegnuo za predsjednika, 4. ožujka 1845. godine u dobi od 49 godina života, Polk je postao najmlađim predsjednikom SAD-a do tada. Ako je suditi prema priči koju je desetljećima kasnije ispričao George Bancroft, Polk je prilikom preuzimanja ureda predsjednika postavio četiri jasna cilja za svoju administraciju:
- ponovnu uspostavu nezavisnog sustava državne riznice;
- smanjiti carine;
- pripojiti dio države ili kompletnu državu Oregon;
- pripojiti Kaliforniju i Novi Meksiko od države Meksiko.

Svečano prisegnuvši da će odslužiti samo jedan predsjednički mandat, Polk je sve zadane ciljeve ostvario u roku od naredne četiri godine. Povezavši stjecanje Oregona (bez ropstva) s Teksasom (u kojem je ropstvo bilo prisutno), nadao se da će zadovoljiti i sjever i jug.
Tijekom trajanja predsjedničkog mandata, James K. Polk prozvan je "Mladim orahom" što je bila aluzija na njegovog mentora Andrewa Jacksona kao i na njegove govorničke vještine (već spomenuti nadimak "Napoleon govorništva").

### Fiskalna politika
Godine 1846. Kongres je odobrio Walkerove carine (nazvane po Državnom tajniku Robertu J. Walkeru) koje su bile znatno smanjene u odnosu na one koje je postavila opozicijska stranka Whig 1842. godine. Novi zakon odbacio je stari način donošenja carine i postavio cijene koje su bile nezavisne od monetarne vrijednosti proizvoda. Ovakva Polkova politika dočekana je izuzetno pozitivno na jugu i zapadu; međutim, mnogi protekcionisti u državi Pennsylvania bili su protiv novih carina.
Iste godine Polk je odobrio zakon kojim se obnovio sustav nezavisne državne riznice putem koje su se novčana sredstva vlade od tada držala u državnoj riznici, a ne u bankama ili drugim financijskim institucijama. Otvoreni su novi uredi nezavisne državne riznice koji su bili u potpunosti odvojeni od privatnih ili državnih banaka i u koje se slijevao državni novac.

### Robovlasništvo
Tijekom njegovog predsjedničkog mandata, mnogi abolicionisti snažno su kritizirali Polka i prozivali ga da podupire "moć robovlasništva" te tvrdili da je upravo proširenje ropstva glavni razlog zbog čega želi pripojiti Teksas i zbog kojeg je ušao u rat s Meksikom. U svom dnevniku Polk je napisao da vjeruje da ropstvo ne može egzistirati u novostečenim teritorijima, ali je odbio prihvatiti "Wilmotov uvjet" kojim bi ropstvo na tim teritorijima bilo strogo zabranjeno. Umjesto toga, Polk je zagovarao proširenje Kompromisa iz Missourija sve do Tihog oceana koji će zabraniti širenje ropstva iznad 36° 30' zapadno od države Missouri, ali koji će teritoriju koji se nalazi ispod tih paralela dozvoljavati robovlasništvo u slučaju da glasači budu za to. William Dusinberre smatra da je Polkov dnevnik kojeg je pisao za vrijeme trajanja mandata namijenjen isključivo za kasnije publikacije i da ne odražava stvarnu politiku samog Polka.
Polk je čitav život bio robovlasnik. Njegov otac, Samuel Polk, nakon smrti ostavio je više od 32 km² zemljišta i 53 roba svojoj udovici i djeci. James je naslijedio dvadeset očevih robova, neke direktno, a neke od svoje umrle braće. Godine 1831. postao je odsutni voditelj pamučne plantaže; slao je robove na čista zemljišta koja mu je ostavio otac u blizini grada Somervillea (Tennessee). Četiri godine kasnije Polk je prodao plantažu u Somervilleu i, skupa sa svojim šogorom kupio 3,7 km² zemljišta (pamučne plantaže) blizu gradića Coffeevillea (Mississippi). Do kraja svog života vodio je brigu o toj plantaži, u konačnici otkupivši je u cijelosti od svog šogora. Polk je rijetko prodavao robove premda ih je nekoliko kupio nakon što se obogatio kada je postao predsjednikom. U svojoj oporuci jasno je naznačio da svi robovi nakon smrti njegove supruge Sarah moraju biti oslobođeni. Međutim, Proklamacijom o emancipaciji iz 1863. godine te donošenjem 13. amandmana u Ustav SAD-a 1865. godine svi robovi u pobunjeničkim državama bili su oslobođeni (dakle, puno prije smrti Polkove supruge 1891. godine).

### Vanjska politika
Polk je snažno podupirao teritorijalno proširenje SAD-a. Demokrati su vjerovali da je otvorenje novih teritorija za slobodne poljoprivrednike kritično za uspjeh njihovih republikanskih vrijednosti (nedvojbena sudbina). Poput mnogih južnjaka, Polk je podupirao pripojenje države Teksas. Kako bi balansirao interese sjevera i juga, Polk je također želio pridobiti i područje Oregona (današnje države Oregon, Washington, Idaho i Britanska Kolumbija). Također je želio kupiti Kaliforniju koju je Meksiko u potpunosti zanemarivao.

#### Područje Oregon
Polk je započeo snažan pritisak na Britance kako bi zajednički razriješili nesuglasice oko granice Oregona. Još od 1818. godine, teritorij se nalazio pod zajedničkom okupacijom i kontrolom Ujedinjenog Kraljevstva i SAD-a. Prethodne američke administracije ponudile su podjelu regije uzduž 49. paralele koju Britanija nije htjela prihvatiti budući je imala komercijalnih interesa duž rijeke Columbia. Premda su demokrati zahtijevali kompletnu regiju za sebe, Polk je bio spreman na kompromis. Kada je Britanija ponovno odbila prihvatiti ponudu za postavljanje granice duž 49. paralele, Polk je prekinuo pregovore i vratio se demokratskom zahtjevu za "cijelim Oregonom" (zahtjev je obuhvaćao područje Oregon do 54-40 crte koja je označavala južnu granicu tadašnje ruske Aljaske). Uzrečica "54-40 ili rat!" postala je popularnom uzrečicom među demokratima tog vremena.
Ipak, Polk je želio teritorij, ali ne i rat pa je skupa s britanskim ministrom vanjskih poslova Lordom Aberdeenom napravio kompromis. Oregonski sporazum potpisan 1846. godine podijelio je područje Oregona duž 49. paralele kao što su Amerikanci i zahtijevali. Premda je bilo onih koji su i nakon toga željeli kompletan teritorij, američki Senat odobrio je navedeni sporazum. Smjestivši se uzduž 49. paralele Polk je tim potezom razljutio mnoge demokrate srednjeg zapada. Mnogi od njih smatrali su da je Polk oduvijek želio granicu na 49. paraleli te da ih je prevario govoreći da želi granicu na 54. paraleli. Dio područja Oregon koji je tada potpao pod SAD kasnije su postale države Washington, Oregon, Idaho te dijelom države Montana i Wyoming.

### Američko-meksički rat
Nakon pripojenja države Teksas, Polk je svoju pažnju usredotočio na Kaliforniju nadajući se otkupiti teritorij od Meksika prije bilo koje druge europske države. Najveći interes vidio je u zaljevu San Francisco kao mogućoj pristupnoj točki za trgovinu s Azijom. Godine 1845. poslao je diplomata Johna Slidella u Meksiko kako bi kupio Kaliforniju i Novi Meksiko za sumu između 24 i 30 milijuna dolara. Njegov dolazak prouzročio je politički metež u Meksiku nakon što je procurila vijest da je ovaj došao kako bi kupio dodatni teritorij, a ne kako bi ponudio kompenzaciju za gubitak Teksasa. Meksikanci su odbili primiti Slidella navodeći tehničke probleme s njegovim kvalifikacijama. U siječnju 1846. godine, kako bi povećao pritisak za pregovore na Meksiko, Polk je poslao vojne trupe predvođene generalom Zacharyjem Taylorom u područje između rijeke Nueces i Rio Grande - teritorij na kojeg su u to vrijeme prava polagali i Meksiko i SAD.
U svibnju 1846. godine Slidell se vratio u Washington nakon što ga je meksička vlada odbila primiti. Polk je ovakvo ophođenje prema svom diplomatu smatrao uvredom i "dovoljnim uzrokom za rat" pa se pripremio upitati Kongres za objavu rata. U međuvremenu je general Taylor prešao Rio Grande i nakratko okupirao Matamoros, Tamaulipas. Nastavio je s blokadom brodova koji su pokušavali ući u luku Matamoros. Nekoliko dana prije nego što je Polk namjeravao uputiti svoj upit Kongresu, dobio je obavijest da su meksičke snage prešle Rio Grande i ubile jedanaest američkih vojnika. Polk je taj događaj smatrao povodom za rat (Casus belli) i u svom obraćanju Kongresu dana 11. svibnja 1846. godine istaknuo je da je Meksiko "napao naš teritorij i prolio američku krv na američkom tlu."
Neki članovi stranke Whig, poput Abrahama Lincolna, željeli su da im Polk dodatno objasni navedene događaje, ali je unatoč tome Kongres uvjerljivo odobrio deklaraciju rata. Mnogi članovi stranke Whig bojali su se glasovati protiv rata zbog bojaznosti od gubljenja političkog položaja, ali i zbog toga da će ih se prozivati antipatriotima.
U Zastupničkom domu članovi stranke Whig koji su bili protiv robovlasništva predvođeni Johnom Quincyjem Adamsom glasovali su protiv rata; među demokratima koji su se protivili deklaraciji rata najistaknutiji je bio John C. Calhoun.
Američko-meksički rat trajao je godinu i pol dana - od proljeća 1846. do jeseni 1847. godine. Potpisani mirovni sporazum Guadalupe Hidalgo službeno je obilježio veliku posljedicu rata: prisilno odcjepljenje teritorija Kalifornije i Novog Meksika iz Meksika u SAD u zamjenu za 15 milijuna dolara. Uz to, Sjedinjene Države na sebe su preuzele 3,25 milijuna dolara duga kojeg je meksička vlada dugovala američkim građanima. Meksiko je prihvatio gubitak Teksasa i nova državna granica postavljena je kod rijeke Rio Grande.

## Nakon predsjedništva
Polkovo vrijeme provedeno u Bijeloj kući uvelike je utjecalo na njegovo zdravlje. Ispunjen entuzijazmom i energijom kada mu je mandat započeo, Polk je napustio Ured predsjednika SAD-a 4. ožujka 1849. godine iscrpljen godinama provedenim u državnoj službi. Izgubio je na težini i u licu znantno ostario. Vjeruje se da je obolio od kolere tijekom putovanja u New Orleansu (država Louisiana). Umro je u svojoj kući, Polk Place, u gradu Nashvilleu (Tennessee) u 15:15 sati dana 15. lipnja 1849. godine, tri mjeseca nakon što mu je mandat završio. Pokopan je u Polk Placeu. Njegove posljednje izgovorene riječi odale su privrženost supruzi: "Volim te, Sarah. Za vijeke vjekova, volim te." Nakon njegove smrti Sarah je ostala živjeti u Polk Placeu narednih četrdeset godina, sve do svoje smrti 14. kolovoza 1891. godine. Polka je također nadživjela i njegova majka, Jane Knox Polk, koja je umrla 11. siječnja 1852. godine.
Od svih dosadašnjih američkih predsjednika, Polk je najkraće "uživao" u svojoj mirovini (sveukupno 103 dana). Bio je najmlađi bivši predsjednik koji je umro u mirovini u dobi od 53 godine života. On i njegova supruga pokopani su u grobnici u Nashvilleu (država Tennessee). Grobnica je 1893. godine premještena na to mjesto nakon što je Polk Place srušen.

## Reputacija
Polkova povijesna reputacija uvelike je formirana napadima na njega dok je još bio živ; pripadnici stranke Whig tvrdili su da je Polk izvučen iz zasluženog zaborava; senator Tom Corwin iz države Ohio rekao je: "James K. Polk iz države Tennessee? Nakon toga, tko se uopće osjeća sigurnim?" Republikanski povjesničari 19. stoljeća naslijedili su ovo mišljenje. Smatrali su da je Polk bio kompromis između demokrata na sjeveru, poput Davida Wilmota i Silasa Wrighta, i vlasnika plantaža koje je predvodio John C. Calhoun. Sjeverni demokrati smatrali su da kada stvari nisu išle po njihovom da je Polk odgovoran zbog toga što je bio zapravo oruđe robovlasnika dok su konzervativci s Juga smatrali da je on bio oruđe sjevernih demokrata. Ovakvo mišljenje prevladavalo je dugo vremena u povijesnoj literaturi sve dok Arthur M. Schlesinger, Jr. i Bernard De Voto nisu napisali da Polk nije bio ničije oruđe već da si je samostalno zadavao ciljeve i ostvarivao ih.
Danas se Polk smatra ne samo najjačim predsjednikom SAD-a između Jacksona i Lincolna već i kao predsjednik koji je SAD protegnuo od jedne obale do druge. Kada su povjesničari započeli s rangiranjem američkih predsjednika 1948. godine, Polk je u anketi Arthura M. Schlesingera postavljen na 10. mjesto, a u anketi istog autora 1962. godine stavljen je na 8. mjesto. U drugim anketama postavljen je na 11. mjesto u anketi Riders-McIver (1996. godine), 11. mjesto u anketi Siena (2002. godine), 9. mjesto u anketi Wall Street Journala (2005. godine) i 12. mjesto u anketi C-Span (2009. godine).
Tijekom godina razne biografije o Jamesu K. Polku sumirale su veličinu njegovih dostignuća i njegovo naslijeđe, pogotovo u dvjema stvarima. "Postoje tri ključna razloga zbog čega James K. Polk zaslužuje priznanje kao važan i utjecajan američki predsjednik", napisao je Walter Borneman. "Prvo, Polk je ostvario zadane ciljeve tijekom svog predsjedničkog mandata; drugo, bio je najodlučniji izvršni predsjednik prije Građanskog rata; i treće, uvelike je proširio izvršnu vlast predsjednika, pogotovo kada su ratne ovlasti u pitanju, svoju ulogu kao vojskovođe kao i nadzor izvršne vlasti." Predsjednik Harry S. Truman sumirao je ovo mišljenje istaknuvši da je Polk "bio veliki predsjednik. Ono što je rekao, to je i učinio."
Dok se mišljenje o Polku razlikuje od osobe do osobe, od stranke do stranke, jedno ostaje neupitno: teritorij SAD-a za vrijeme njegovog razdoblja kao predsjednika proširio se na skoro trećinu onoga što danas poznajemo. "Kada pogledamo na tu kartu", zaključuje Robert Merry "kada vidimo zapadno i jugozapadno proširenje na njoj, zapravo gledamo veličinu Polkovih predsjedničkih dostignuća."
Ipak, Polkova agresivna želja za ekspanzionizmom bila je kritizirana na moralnim načelima. On je strogo vjerovao u nedvojbenu sudbinu (eng. Manifest Destiny) čak i više od većine drugih demokrata. Referirajući se na Američko-meksički rat, general Ulysses S. Grant napisao je: "Bio sam protiv pripojenja Teksasa i do današnjeg dana ocjenjujem taj rat i njegov ishod kao jedan od najnepoštenijih koji su ikad vodile dvije strane od kojih je jedna bila puno nadmoćnija od druge. Bio je to trenutak slijeđenja izrazito lošeg primjera europskih monarhija u kojem se nije vodilo računa o pravdi, već samo o želji da se zauzmu novi teritoriji." Političari stranke Whig, uključujući Davida Wilmota, Abrahama Lincolna i Johna Quincyja Adamsa tvrdili su da pripojenje Teksasa i meksička secesija povećavaju prorobovlasničke frakcije u SAD-u. Nezadovoljavajući uvjeti koji su se odnosili na status ropstva na teritorijima koji su dobiveni tijekom Polkove administracije doveli su do Kompromisa iz 1850. godine koji je, pak, označio jedan od glavnih razloga formiranja Republikanske stranke, a kasnije i početak Američkog građanskog rata.

### Primarni izvori
- Cutler, Wayne, et al. Correspondence of James K. Polk. 1972–2004. ISBN 1-57233-304-9. 10. izdanje (školsko izdanje kompletne Polkove korespondencije)
- Polk, James K. The Diary of James K. Polk During His Presidency, 1845–1849 edited by Milo Milton Quaife, 4 vols. 1910. Abridged version by Allan Nevins. 1929, online  Arhivirana inačica izvorne stranice od 24. svibnja 2012. (Wayback Machine)

## Vanjske poveznice
- James K. Polk: A Resource Guide, iz knjižnice Kongresa
- James K. Polk's Personal Correspondence  Arhivirana inačica izvorne stranice od 2. listopada 2013. (Wayback Machine) Shapell Manuscript Foundation
- Extensive essay on James K. Polk and shorter essays on each member of his cabinet and First Lady iz Miller Center of Public Affairs
- Inaugural Address of James K. Polk iz The Avalon Project i Yale Law School
- Biography of James K. Polk  Arhivirana inačica izvorne stranice od 3. travnja 2008. (Wayback Machine) sa službene stranice Bijele kuće
- Polkove poruke američkom Kongresu s web stranice usa-presidents.info:
  - Prva (1845.)  Arhivirana inačica izvorne stranice od 3. veljače 2021. (Wayback Machine)
  - Druga (1846.)  Arhivirana inačica izvorne stranice od 3. veljače 2021. (Wayback Machine)
  - Treća (1847.)  Arhivirana inačica izvorne stranice od 5. ožujka 2021. (Wayback Machine)
  - Četvrta (1848.)  Arhivirana inačica izvorne stranice od 28. siječnja 2021. (Wayback Machine)
- Djela James Knox Polk na Projekt Gutenbergu
- A bitter personal attack by an abolitionist iz novina The Liberator (22. lipnja 1849.)
- Establishing Borders: The Expansion of the United States, 1846–48 iz the Smithsonian uz esej i planove za učenje
- President James K. Polk State Historic Site, Pineville, North Carolina sa službene stranice Sjeverne Karoline
- James K. Polk at Findagrave
- James K. Polk Arhivirana inačica izvorne stranice od 13. kolovoza 2013. (Wayback Machine) at C-SPANU Američki predsjednici: Životni portreti
- Booknotes interview with John Siegenthaler on James K. Polk, 18. siječnja 2004.